# Роберж, Валентен
Валентен Себастьян Рожер Роберж (фр. Valentin Sébastien Roger Roberge; родился 9 июня 1987 года в Монтрёй, Франция) — кипрский и французский футболист, защитник клуба «Аполлон» (Лимасол) и сборной Кипра.

## Биография
Валентен выступал за юношеские команды «Монтрёй», «Ле Лил», «Париж».
В 2006 году он присоединился к «Генгаму», но выступал только за резервную команду. На следующий сезон Роберж перешёл в Пари Сен-Жермен, но снова появлялся исключительно в играх второй команды.
Летом 2008 года француз подписал трёхлетний контракт с греческим «Арисом». За новый клуб дебютировал 20 сентября 2008 года в игре против «Панатинаикоса». В сезоне 2008/09 Валентен регулярно появлялся в основном составе, проведя 20 матчей. В следующем сезоне отыграв 5 матчей, расторг контракт с клубом из-за пятимесячной задержки выплаты заработной платы.
В 2010 году Роберж присоединился к португальскому клубу «Маритиму». В сезоне 2011/12 француз принял участие в 25 матчах, а его команда заняла 5 место в чемпионате и квалифицировалась в Лигу Европы.
1 июля 2013 года было объявлено о переходе Валентена в «Сандерленд». Первый матч в Английской Премьер-лиге провёл 17 августа 2013 года против «Фулхэма». В матче Кубка лиги, 24 сентября 2013 года против «Петерборо Юнайтед» Валентен забил первый гол за английский клуб.